# Cristofania

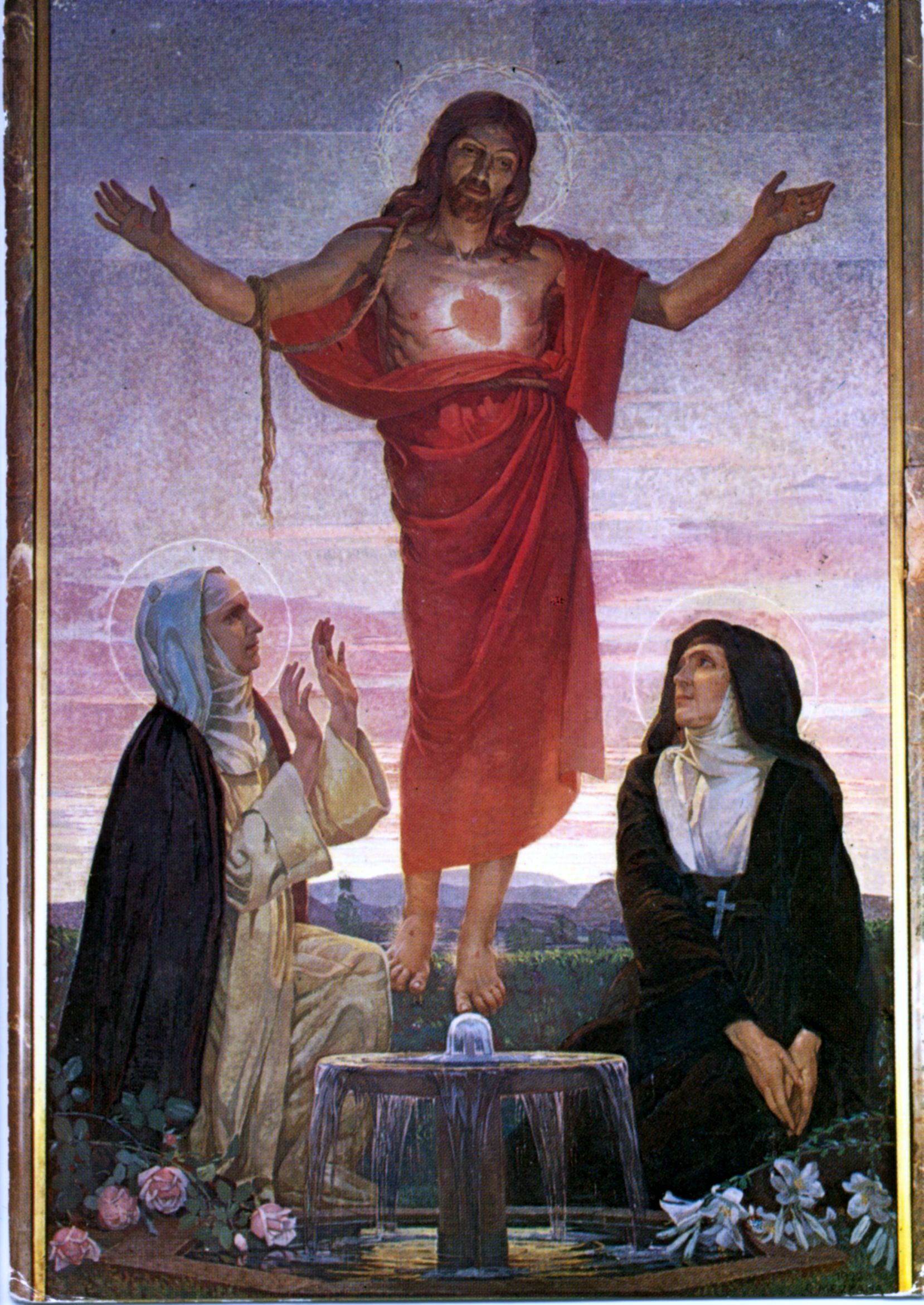
aparição de cristo.

Cristofania é um termo técnico da teologia cristã utilizado para designar as aparições de Cristo pré-encarnado ocorridas no Antigo Testamento.
Segundo várias posições teológicas, exemplos de cristofanias teriam ocorrido através de:
- o Anjo do Senhor que fez vários contatos com personagens bíblicos;.
- o Anjo da Revelação ou Anjo da Presença que instruiu a Torá para Moisés no monte Sinai (Jb. 1:27; 2:1);
- o Anjo da Providência que guiava o povo de Israel pelo deserto através de uma constante nuvem;
- o sacerdote Melquisedeque que recebeu o dízimo de Abraão.
- um dos três mensageiros celestiais que visitaram Abraão para anunciar o nascimento de Isaque e Jacó e a destruição de Sodoma (Gn. 18:1–2, 10, 13);
- o quarto homem visto por Nabucodonosor II na fornalha ardente quando condenou Sadraque, Mesaque e Abede-Nego;
- o anjo Príncipe do Exército do Senhor que foi adorado por Josué (Js. 5:14);
- o Arcanjo Miguel, Príncipe do Povo de Deus (Dn. 10:13, 21; 12:1) e Líder dos Exércitos Celestiais (Ap. 12:7);
- o Anjo que visitou a Gideão debaixo do carvalho de Ofra ( JZ 6:11);
- o anjo que apareceu para Manoá, pai de Sansão, quando foi dar a notícia de seu nascimento.